# 小山豐太郎
小山豐太郎（1869年4月21日—1947年8月4日），通稱六之助，或作六之介。日本上野國館林藩（今日群馬縣館林市）人，著名刺客。

## 生平
小山出身地方門閥士族，父親曾任議員。十六歲肄業於慶應義塾，翌年因病休學，後成為激進主義者。1894年中日甲午戰爭，清朝戰敗，派遣全權大臣直隸總督兼北洋大臣李鴻章赴日本馬關谈判。小山為了使戰爭繼續，又加上對中國人的不滿，在1895年3月24日刺殺乘轎出行的李鸿章，槍擊其左臉，但是未傷及李鴻章性命。李鴻章受傷，國際嘩然。
首相伊藤博文為了避免列強出面干涉，同意停战，李鴻章也成為第一個使用X光觀察傷勢的中國人。
事後，法院判處小山無期徒刑，發配到北海道網走郡。1907年奉敕恩准假釋。

### 引用
1. ↑  .   [2012-01-18]. （原始内容存档于2013-01-06）.
2. 1 2  .   [2012-01-18]. （原始内容存档于2020-12-14）.